# مسجد هداية الدنيا
مسجد هداية الدنيا (بالتايلندية: มัสยิดฮิดายาตุดดีนียะฮ์ ) يقع المسجد في منطقة 30/1 ام 7 بان كوهياي تومبول ثونغنوي امفوي خوان كالونج، ساتون في تايلاند، مسجد مسجد هداية الدنيا هو مسجد قديم للغاية، ومن أقدم المساجد الموجودة في تايلاند، بني المسجد باستخدام الخشب، وتم تجديده مؤخرا في عام 2002، المسجد يخدم أساسا المذهب الإسلامي السني .